# Henri Cohen (mathématicien)
Pour les articles homonymes, voir Henri Cohen et Cohen.
Henri Cohen, né le 8 juillet 1947, est un mathématicien français, spécialiste de théorie des nombres. Professeur émérite à l'Université de Bordeaux, il est particulièrement connu pour avoir dirigé l'équipe ayant créé le système de calcul formel PARI/GP. Il a également écrit des manuels de théorie algorithmique et de théorie algébrique des nombres.
En 2000, il reçoit le prix Friedrich L. Bauer de l'université technique de Munich. En 2002, il est conférencier invité au congrès international des mathématiciens qui a lieu cette année à Pékin, en Chine (le titre de sa conférence est : Constructing and counting number fields).

## Publications
- (en) A Course In Computational Algebraic Number Theory, Berlin/Heidelberg/Paris etc., Springer-Verlag, 1996, 534 p. (ISBN 0-387-55640-0)
- (en) Advanced Topics in Computational Number Theory, New York, Springer-Verlag, 2000, 578 p. (ISBN 0-387-98727-4, lire en ligne)
- (en) Handbook of Elliptic and Hyperelliptic Curve Cryptography, Chapman & Hall/CRC, 2006, 848 p. (ISBN 978-1-58488-518-4)
- (en) Number Theory, vol. 1 : Elementary and Algebraic Methods for Diophantine Equations, New York, Springer-Verlag, 2007, 596 p. (ISBN 978-0-387-49922-2, lire en ligne)
- (en) Number Theory, vol. 2 : Analytic and Modern Tools, New York, Springer-Verlag, 2007, 596 p. (ISBN 978-0-387-49893-5, lire en ligne)

## Article lié
- Crochet de Rankin-Cohen